# Rozhledna v Uradu
Rozhledna v Uradu, polsky Wieża widokowa w Uradzie, je rozhledna ve vesnici Urad ve gmině Cybinka v okrese Słubice v Lubušském vojvodství v západním Polsku. Nachází se přímo nad pravým břehem řeky Odry u polsko-německé státní hranice v geomorfologickém celku Dolina Środkowej Odry a v Lubušsku.

## Historie a popis
Rozhledna v Uradu je ocelová, příhradová, svařovaná a zastřešená rozhledna, která byla postavena v roce 2021. Má výšku 30 m, jednu výhlídkovou plošinu a vnitřní schodiště. Rozhledna nabízí výhledy na řeku Odru, Polsko a Německo.

## Další informace
Rozhledna se nachází u cyklistické trasy Szlak Zielona Odra a je celoročně volně přístupná. U rozhledny jsou také umístěny lavičky, dětské hřiště, přístřešky, lehátky, místo pro ohniště, sportoviště a také je zde stojan s nástroji pro údržbu kol/koloběžek. V letní sezóně je pod rozhlednou provozován také přívoz přes řeku Odru mezi Uradem a německou vesnicí Aurith.

## Galerie

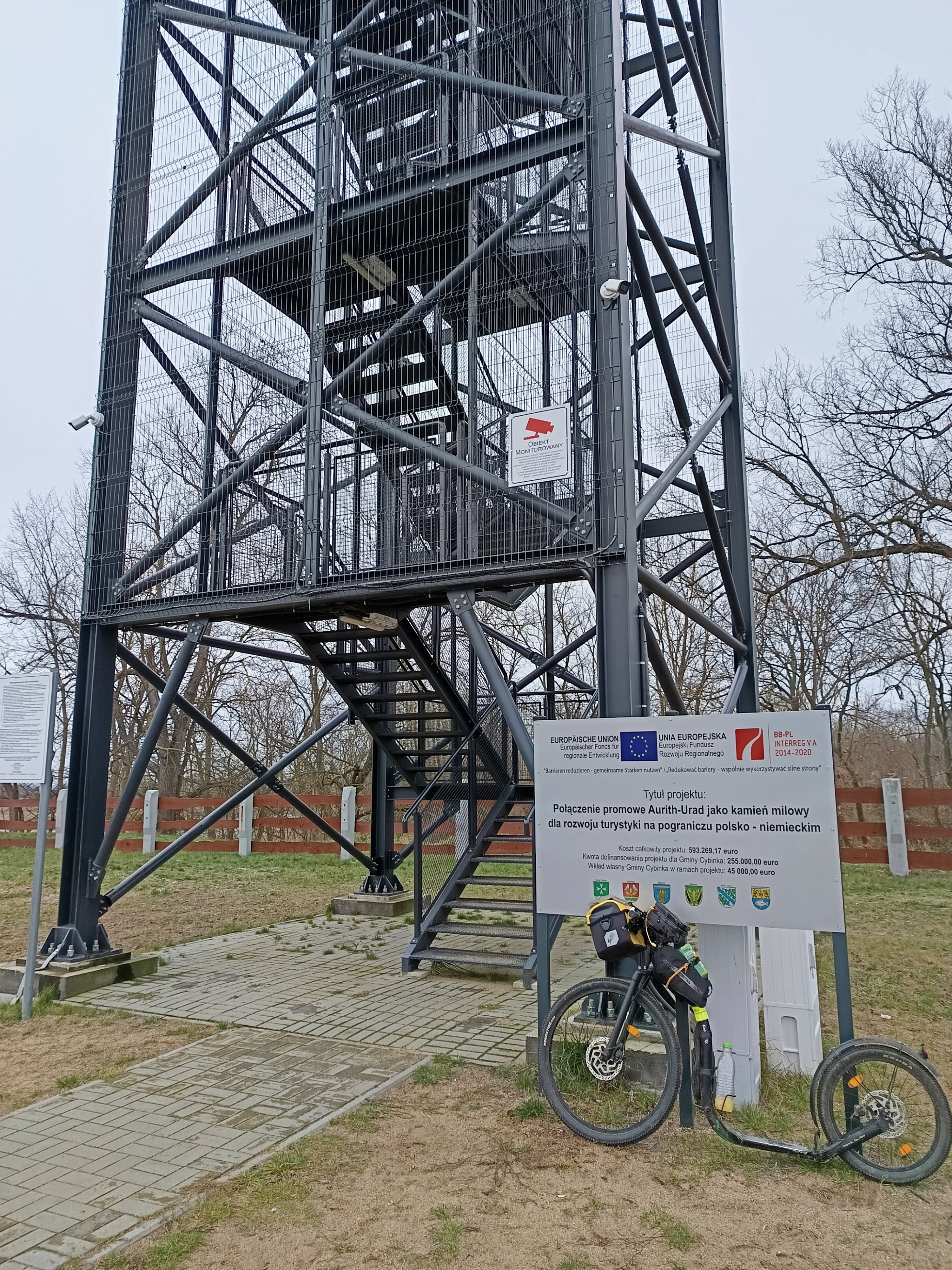
Informační panel a vstup na rozhlednu
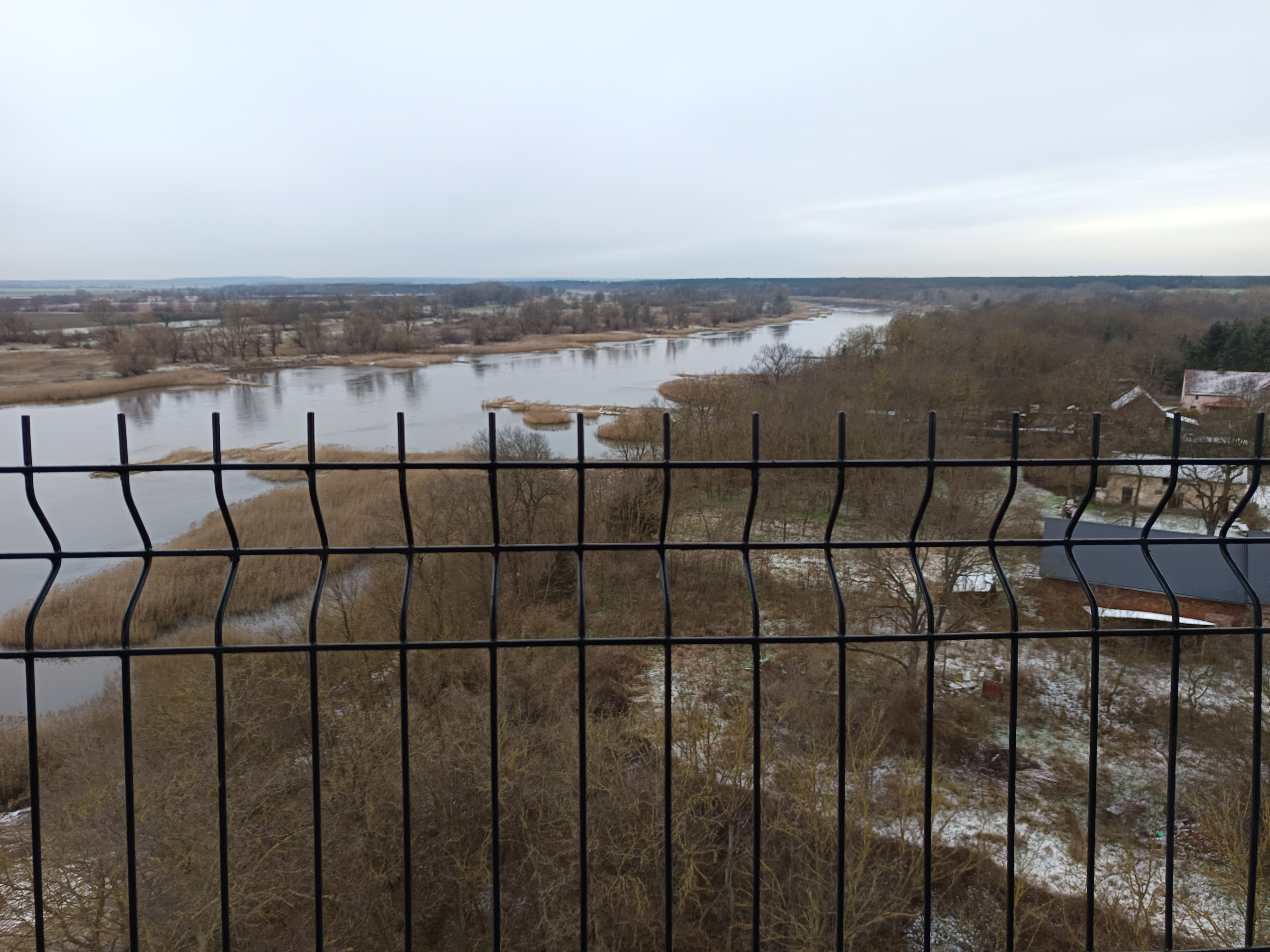
Zimní výhled z rozhledny na řeku Odru